# DTS (サウンドシステム)

現在のDTSのロゴ

DTSは、映画、テレビ放送などで使用される音声のデジタル圧縮記録・再生方式の名称・ブランドであり、また、その方式を開発したアメリカ合衆国の企業（英語： DTS, Inc.）である。従来は「デジタル・シアター・システムズ（Digital Theater Systems）」という名称であったが、略称が一般化し社名、システム名も現在の「DTS」に変更された。同社のロゴに倣って平文ではdtsと小文字表記されることもある。

## 沿革
映画、音楽、LD、DVDビデオ、BD、UHDBD、PlayStation 2・3・4・5用ゲームソフトの音声トラック、Xbox One・XboxSeriesXS用の音声トラック、PC、モバイル、カーオーディオ、ホームシアター等として用いられている。ただし、近年はLPCMサラウンドを採用する作品も増えたため、通常のDTS音源の需要は薄れてきている。
DTSの初期開発は、ユニバーサル・スタジオ（現：ユニバーサル・ピクチャーズ）とハリウッドの技術陣が共同で行った。
初のDTS導入映画は『ジュラシック・パーク』（1993年（平成5年））である。日本の映画では、『四月物語』（1999年（平成11年）3月）で最初に導入された。
1995年（平成7年）、第68回アカデミー賞の科学・技術部門賞を受賞（同年の同賞は、ドルビーラボラトリーズのドルビーデジタル、ソニーのSDDSも受賞している）。

### DTS社の沿革
スティーヴン・スピルバーグとMCAユニバーサル・スタジオに当時在籍していたテリー・ベアードが共同で1990年にデジタル・シアター・システムズ社を設立。同年よりフィルム映画のデジタル音響システムの事業を開始。
- 1996年：LD、CD等にDTS音声を入れるコンシューマ事業を開始。
- 2000年：PlayStation 2のDVDプレイヤーにDTSデコード機能を搭載することに成功したことで、家庭版の対応作品が一気に増加する。
- 2005年：社名をDTS社に変更。
- 2007年：コンシューマ事業（後のDTS社）と映画事業（後のDTS DIGITAL CINEMA社）を分社化。
- 2008年：映画事業（DTS DIGITAL CINEMA社）をDATASAT社に売却し、フィルム映画のデジタル音響システムの関連事業を終了。この頃にDTS-HDが普及し始める。
- 2012年：バーチャルサラウンドを開発しているSRS Labs社を総額1億4,800万ドルで買収[1][2]。
- 2015年：DTS社がマルチディメンションオーディオ技術「DTS：X」を発表。同時に香港のデジタルシネマ・サーバー開発製造販売企業GDC Technologyと米国の映画館事業Carmike Cinemasがパートナーを組みDTS映画事業を再開[3][4]
- 2016年：米国の半導体関連企業Xperi（旧：Tessera）が総額は8億5,000万ドルでDTSを買収し、Xperiの子会社となる。[5]

2016年以降はXperiの傘下となっている。現在は、カリフォルニア州のカラバサスに本社、アイルランド、日本、中国、韓国にオフィスを持つ。

## 技術概要
DVDビデオの一部製品には、オプション音声としてDTS音声が収録されている（標準はドルビーデジタル・リニアPCM）。記録されているDTSトラックは、サンプリング周波数は48kHz、ビット深度は24ビットの分解能をもつディスクリートチャンネルがデータ圧縮されており、通常は6トラック分収録されている。圧縮の方式は「Coherent Acoustics（コヒーレント・アコースティックス）」という名称で呼ばれる。圧縮率は、トラックの数やサンプリング周波数、ビット深度などの様々な要因によって変わる。
例えば、リニアPCM 5.1chサラウンド（48kHz/24ビット）で収録する場合、ビットレートは6.912Mbpsとなるが、DTS 5.1chサラウンド（48kHz/24ビット）では圧縮率は1/4.5となり、1.5Mbps（1536kbps）に圧縮されているというわけである。DVDではその半分のハーフレートの768kbpsの製品も多い。この場合の圧縮率は1/9となる。
これらを総称して「DTSデジタルサラウンド」と呼び、BDビデオ規格等では「コア」や「DTSのコア音声」等と呼ばれ、基本的なDTSの圧縮フォーマットとしている。
BDビデオ規格ではDTSデジタルサラウンドデコード（コア音声）機能が必須機能として盛り込まれた。そのため、すべてのブルーレイディスクプレイヤーで、DTS記録されたBDビデオ、DVDビデオ、CDを楽しむことが出来る。
5.1チャンネル分の転送レートが音楽CDとほぼ同等のため、音楽CDのフォーマットにDTSのマルチチャンネル音声を収録したDTS-CDという物が存在する。そもそも、劇場版でDTS音声のフィルム上映を行う場合はCD-ROM三枚を使用して行われていた。

## DVD-Videoの再生における注意点
DVD-Videoにおいてドルビーデジタルは標準採用されているため、プレイヤーに必ず再生機能が付いているが、DTSはオプション音声のため、初期DVDプレーヤーやAVアンプあるいはポータブルDVDプレイヤー・PCソフトのメディアプレイヤーには未対応としたものもある。このためDTS音声を収録したDVD-Videoには、併せてドルビーデジタル音声またはリニアPCMが必ず収録されており、オプションメニューから音声をDTSに選択する必要がある。

## 主な技術・製品

### 基本規格
DTSデジタルサラウンド
家庭用AVシステムにおいてDTSと呼ぶときには、一般にこれを指すことが多い。標準的には5.1chサラウンド（48kHz/24ビット）として使われる。BDビデオ規格ではドルビーと並んで必須機能となったため、すべてのブルーレイディスクプレイヤーにDTSデコーダーが搭載されている。BDビデオ規格では、コア音声と呼ばれる事がある（#技術概要参照）。
以下で説明しているDTS-ES、DTS 96/24、DTS-HDハイレゾリューションオーディオおよびDTS-HDマスターオーディオ方式は、すべてDTSデジタルサラウンド形式のデータを内包させることが出来る。そのため、DTS-HDマスターオーディオ7.1chサラウンドで記録された映画も、DTSデジタルサラウンド5.1chサラウンド対応AVアンプで楽しむことが出来る。

### 拡張規格
DTS-ES（エクステンデッド・サラウンド）
5.1chサラウンドにサラウンドセンターを加えた6.1chサラウンド。元は映画用に開発されたが後に家庭用AVシステムも搭載した。すべてのチャンネルが独立して記録される「DTS-ES Discrete 6.1」と、後部の3chを2chに合成して記録し、再生時に3chに戻される「DTS-ES Matrix 6.1」がある。DTSと互換性があり、DTS-ES非対応システムではDTS 5.1chサラウンドで再生される。競合フォーマットではドルビーデジタルEXに相当。DTS-ES初の規格採用作品は映画『ホーンティング』（1999年（平成11年））である。
DTS 96/24
96kHz/24ビットに高音質化されたDTS。ごく一部のDVDビデオで採用されている。非対応システムでも48kHz/24ビットで再生可能。
DTS-HDマスターオーディオ（DTS-HD Master Audio）
第3世代光ディスク規格（Blu-ray Disc・HD DVD）でオプションとして採用された音声規格。可逆圧縮（ロスレス）音声を収録する。フォーマット自体は2048チャンネルまで対応しているが、第3世代光ディスク規格では最大7.1chサラウンドとなる。チャンネル数にもよるが最高で192kHz/24ビットの音質を収録できる。従来のDTS形式の音声を一緒に収録しており、非対応システムではDTS部分が再生される。ドルビーTrueHDと競合する。ブルーレイディスクで最大転送レートは24.5Mbps（可変）。
DTS-HDハイレゾリューションオーディオ（DTS-HD High Resolution Audio）
マスターオーディオと同じくBDビデオとHD DVDでオプション採用されている。基本的な仕様はマスターオーディオと共通するが、こちらは非可逆圧縮（ロッシー）音声。DTS-HD Master AudioがBDの容量不足で複数入らないときに追加されることがある。96kHz/24ビットで最大7.1chサラウンドに対応。ドルビーデジタルプラスと競合する。最大転送レートは6Mbps（不変）。
DTS Express(DTS-HD LBR)
ブルーレイディスクにおけるBD-JやBD-Liveにおいてセカンダリー・オーディオとして活用されるフォーマット。セカンダリー・オーディオは、BDソフトに収録される他に、インターネットからのダウンロードも可能。DTS Expressは、どのフォーマットで作成されたプライマリー・オーディオとも、ダイナミック・レンジを持たせながらミックスし再生する事が可能。
DTS:X
DTS-HDマスターオーディオ、DTS-HDハイレゾリューションオーディオの拡張規格として従来のチャンネルベース（5.1ch、7.1ch）のミキシング方式と、オブジェクトベースのダイナミックなオーディオミキシングを組み合わせ、最大7.1.4ch可能な精密な音の定位や移動を表現できることが特徴。DTS：X非対応のホームシアター機器でも下位互換性があるので、DTS-HDマスターオーディオ（7.1ch）、DTSデジタルサラウンド（5.1ch）として再生される。ドルビーアトモスとAuro-3Dと競合する。ドルビーアトモスと異なり、プラグインを導入しても2ch~7.1chのチャンネルアップミキサー機能を使用できないため、この規格はDTS:Xに対応したコンテンツのみに効果を発揮する。
最初にDTS:Xが採用された映画は2015年の「道士下山（Monk Comes Down the Mountain）」である。
Xbox One/Xbox Series X/Sの一部作品ではDTS:Xを「DTS Sound Unbound」のインストールで利用できることがあるが、音声出力でDTS:Xを入れている間、メディアアプリケーションやBD/UHDBDからのDTS:Xのビットストリーム信号には非対応であるため、ビットストリーム設定をあらかじめ入れておく必要がある。

#### DTS:X Pro
DTS:Xの性能上限を開放し、DTS:Xでは7.4.1chまでしか設置できなかった仕様を、外周・外周内周間の前面・内周・ハイト・サブウーファースピーカーの順に14.3.8.5.2chに拡張したもの。音声フォーマットはDTS:Xのものを流用できる。

### PC関連サラウンド技術
DTS Premium Suite
DTS-HD Master AudioやDTS Surround SensationといったDTSの主要技術をまとめ、PC向けの音声再生技術として提供されるソリューション。PCユーザーにAV機器のクオリティに近い高品位なエンタテイメント体験を提供することを目的に開発された。BDソフトに収録されている最大7.1chのマルチチャンネルソースからMP3ファイルやCDなどの2chソースまでPCで使用するあらゆるコンテンツの再生に対応。これらのソースをPC内蔵のステレオスピーカーやヘッドホンで自然な3次元サラウンドを楽しめるほか、外部のオーディオ機器に接続してマルチチャンネル再生することもできる。クラス最高のデコーダーで、DTSで収録されたコンテンツを全てデコード可能な「DTS HD Master Audio」、PCで出力したオーディオ信号をホームシアターシステムで再生可能にする「DTS Connect」、PCにおいて汎用の2chスピーカーやヘッドホンなどのステレオシステムで3次元サラウンドを再現する「DTS Surround Sensation UltraPC」、視聴コンテンツや入力ソースの違いによって生じる音量レベルのばらつきを自動的に補正・最適化する「DTS Symmetry」、PCの物理的制限に関係なく音声出力を最大限に高めることができる「DTS Boost」という5つの主要技術で構成されている。
DTS Connect
DTS Connectは、「DTS Interactive」と「Neo:PC」の2つの技術で構成されている。DTS InteractiveはPCの音声をDTSフォーマットにエンコードし、光デジタル(S/PDIF)で出力するもの。ストリーム出力のビットレートは1.5Mbps。なお、出力されるDTS音声はDVDなどで採用されている従来のDTSフォーマットと同様のため、DTSデコードに対応した既存のAVアンプなどでデコードできる。Neo:PCは、AVアンプなどで広く採用されている「Neo:6」をベースとしたもので、MP3/WMA、音楽CDなど、PCの2ch音声を7.1chサラウンドに変換する。出力はアナログ7.1chとなるため、Neo:PCを利用するためには、Neo:PCをサポートしたサウンドカードやマザーボードなどの機器がPCに搭載されている必要がある。
DTS Surround Sensation
DTS Surround Sensation は、2chのスピーカー、もしくはヘッドホンで高品位な3次元サラウンドを実現する技術。スピーカー再生向けの「DTS Surround Sensation Speaker」とヘッドホン再生向けの「DTS Surround Sensation Headphone」の2種類に分類される。
DTS Surround Sensation には、以下の技術が含まれている。
- ボイス・クラリフィケーション・テクノロジー（Voice Clarification Technology）：信号の明瞭度を高め、ブルーレイディスクや標準的DVDに含まれる台詞の声の音質を向上させる。
- バス・エンハンスメント・テクノロジー（Bass Enhancement Technology）：調波を動的に増強することで基本周波数のトーンを復元して聞こえるようにし、サブ・ウーファーというハードウエアの追加でコストを掛けなくとも低音域の性能を向上させる。
- サウンドステージ・エクスパンジョン・テクノロジー（Soundstage Expansion Technology）：音場を広げ、センター・チャンネルをファントム生成し、音の明瞭度と鮮明さを高める。

DTS Sound Unbound

### マトリックスデコード再生技術
DTS Stereo
ドルビーSRなどと同じようなマトリックスサラウンド規格で、Left，Right，Center，Rearの4chサラウンドを実現する。ドルビー用に設けたスピーカー等がそのまま使えるという互換性があった。最初は映画館向けに開発されたが、後に家庭用にも規格が作られ、VHSなどで利用された。
DTS Neo：6
DTS Neo：6はDTS Connnectと同様にステレオソースを5.1ch、6.1ch〜7.1chサラウンドに拡張する。主にAVアンプ等に搭載される。競合フォーマットではドルビープロロジックIIに相当。
DTS Neo：X
DTS Neo：Xはステレオ（2.0ch）、5.1ch〜7.1chサラウンドのソースを最大11.1chサラウンドまで拡張。競合フォーマットではドルビープロロジックIIzに相当だが、DTS Neo:Xの11.1ch再生環境は、これにフロント側のフロントワイド2ch、フロントハイト2chを加えて構成される。
DTS Neural：X
DTS:Xシステムに付録しているマトリックス方式のサラウンドエンコード・デコード技術。2chや5.1ch,7.1chのソースをサラウンド環境に合わせてアップミックスし再生する。競合フォーマットではドルビーサラウンド（ドルビーアトモス）に相当。

### バーチャル技術
DTS Headphone：X
専用にエンコードされたコンテンツと、任意の2chヘッドフォンで最大11.1chのマルチサラウンドを実現する技術。ミキシング時に反射や遅延、スピーカーの距離関係等をマッピングし、DTS Headphone Xの専用エンジンに適用する。ブルーレイの映像ソフトにも採用されており、この場合はプレーヤー・レコーダー・アンプで信号をPCMに変換し、アンプやテレビのヘッドホン端子で楽しむことができる。
DTS Virtual：X
DTS独自のオーディオ処理技術を使用し、ハイトスピーカー（又は天井スピーカー）を接続しなくても、上方からの音声を含めた広々とした3Dサウンドを創出する事が可能。 フロントスピーカー（2ch）の接続や、5.1ch・7.1chの接続など、どのようなスピーカーレイアウトでも選択することが可能。AVアンプ、バータイプのスピーカー、テレビなどに搭載されている。

### 記録用音声技術
DTS 5.1 Producer
5.1chサラウンドを比較的容易に記録できるフォーマット。サイバーリンクから発売している動画編集ソフトウェア「PowerDirector」に採用されている。

### モバイル技術
DTS Envelo
携帯電話やデジタルオーディオプレーヤー、ポータブルDVDプレーヤーといったポータブル機器への搭載を目的に開発された3次元サラウンド技術。
汎用の2chスピーカーやヘッドホンで高品位な3次元サラウンドを再現ができる技術としては既に幾つかのコンシューマー製品に搭載されている「DTS Surround Sensation」があるが、本技術の場合、搭載される製品にも優れたDSP性能が求められることから製品自体もよりハイクラスなものに限られてくる。一方「DTS Envelo」では、「DTS Surround Sensation」の開発資産を応用しながらも、アルゴリズムから新規に開発したことでより軽い演算負荷での動作を実現。普及価格帯のオーディオ機器への搭載が可能となった。
Play-Fi

## dts:xが導入された劇場

### 日本国内
シネマサンシャインを中心に導入されており、すべて同社独自規格スクリーン「BESTIA」に導入されている。
| No. | 劇場名                           | 備考                                                   |
| --- | -------------------------------- | ------------------------------------------------------ |
| 1   | グランドシネマサンシャイン池袋   | - BESTIAの2スクリーンに導入 - ドルビーアトモスとの併用 |
| 2   | シネマサンシャインららぽーと沼津 |                                                        |
| 3   | アースシネマズ姫路               | - 2スクリーンに導入 - ドルビーアトモスとの併用         |
| 4   | イオンシネマ徳島                 | ULTIRAスクリーンに導入                                 |
| 5   | TOHOシネマズ熊本サクラマチ       | プレミアムシアターに導入                               |
| 6   | シネマサンシャイン姶良           |                                                        |

### 過去に日本国内で導入されていた劇場
| No. | 劇場名                   | 備考                                                   |
| --- | ------------------------ | ------------------------------------------------------ |
| 1   | イオンシネマシアタス調布 | IMAXレーザー（2023年5月1日導入）への改修に伴い営業終了 |

## dts:xが導入されたスタジオ
- CAPCOM bit MASTER studio（ドルビーアトモス、Auro 11.1と併存）

## dts:xが採用された作品
洋画
- ブルース・ブラザーズ（1980年 ジョン・ランディス監督）※UHD Blu-rayに収録
- スカーフェイス（1983年 ブライアン・デ・パルマ監督）※UHD Blu-rayに収録
- バックドラフト（1991年 ロン・ハワード監督）※UHD Blu-rayに収録
- ジュラシック・パーク（1993年 スティーヴン・スピルバーグ監督）※UHD Blu-rayに収録
- アポロ13（1995年 ロン・ハワード監督）※UHD Blu-rayに収録
- ウォーターワールド（1995年 ケビン・レイノルズ監督）※UHD Blu-rayに収録
- カジノ（1995年 マーティン・スコセッシ監督）※UHD Blu-rayに収録
- インデペンデンス・デイ（1996年 ローランド・エメリッヒ監督）※UHD Blu-rayに収録
- ロスト・ワールド/ジュラシック・パーク（1997年 スティーヴン・スピルバーグ監督）※UHD Blu-rayに収録
- ビッグ・リボウスキ（1998年 ジョエル・コーエン監督）※UHD Blu-rayに収録
- グラディエーター（2000年 リドリー・スコット監督）※UHD Blu-rayに収録
- ワイルド・スピード（2001年 ロブ・コーエン監督）※UHD Blu-rayに収録
- ハリー・ポッターと賢者の石（2001年 クリス・コロンバス監督）※UHD Blu-rayに収録
- ボーン・アイデンティティー（2002年 ダグ・リーマン監督）※UHD Blu-rayに収録
- ジュラシック・パークIII（2001年 ジョー・ジョンストン監督）※UHD Blu-rayに収録
- ハリー・ポッターと秘密の部屋（2002年 クリス・コロンバス監督）※UHD Blu-rayに収録
- ハルク（2003年 アン・リー監督）※UHD Blu-rayに収録
- ヴァン・ヘルシング（2004年 スティーヴン・ソマーズ監督）※UHD Blu-rayに収録
- ボーン・スプレマシー(2004年 ポール・グリーングラス監督)※UHD Blu-rayに収録
- ハリー・ポッターとアズカバンの囚人（2004年 アルフォンソ・キュアロン監督）※UHD Blu-rayに収録
- ハリー・ポッターと炎のゴブレット（2005年 マイク・ニューウェル監督）※UHD Blu-rayに収録
- ドリームガールズ（2006年 ビル・コンドン監督）※Blu-ray（ディレクターズカット・エディション）に収録
- ハリー・ポッターと不死鳥の騎士団（2007年 デヴィッド・イェーツ監督）※UHD Blu-rayに収録
- ボーン・アルティメイタム（2007年 ポール・グリーングラス監督）※UHD Blu-rayに収録
- アメリカン・ギャングスター（2007年 リドリー・スコット監督）※UHD Blu-rayに収録
- ヘルボーイ/ゴールデン・アーミー（2008年 ギレルモ・デル・トロ監督）※UHD Blu-rayに収録
- ハリー・ポッターと謎のプリンス（2009年 デヴィッド・イェーツ監督）※UHD Blu-rayに収録
- ロビン・フッド（2010年 リドリー・スコット監督）※UHD Blu-rayに収録
- ハリー・ポッターと死の秘宝（PART1=2010年、PART2=2011年 デヴィッド・イェーツ監督）※UHD Blu-rayに収録
- ヒックとドラゴン（2010年 クリス・サンダース/ディーン・デュボア共同監督）※UHD Blu-rayに収録
- バトルシップ（2012年 ピーター・バーグ監督）※UHD Blu-rayに収録
- スノーホワイト（2012年 ルパート・サンダース監督）※UHD Blu-rayに収録
- ボーン・レガシー（2012年 トニー・ギルロイ監督）※UHD Blu-rayに収録
- ドラキュラZERO（2015年 ゲイリー・ショア監督）※UHD Blu-rayに収録
- ジュラシック・ワールド（2015年 コリン・トレヴォロウ監督）※UHD Blu-rayに収録
- クリムゾン・ピーク（2015年 ギレルモ・デル・トロ監督）※Blu-rayに収録
- キング・オブ・エジプト（2016年 アレックス・プロヤス監督）※Blu-ray（2D&3D）&UHD Blu-rayに収録
- スノーホワイト/氷の王国（2016年 セドリック・ニコラス=トロイアン監督）※DOLBY ATMOS、Auro 11.1と併存
- ウォークラフト（2016年 ダンカン・ジョーンズ監督）
- ジェイソン・ボーン（2016年 ポール・グリーングラス監督）※Blu-ray&UHD Blu-rayに収録
- ラ・ラ・ランド（2016年 デミアン・チャゼル監督）
- ワイルド・スピード ICE BREAK（2017年 F・ゲイリー・グレイ監督）※Blu-ray&UHD Blu-rayに収録
- 怪盗グルーのミニオン大脱走（2017年 カイル・バルダ&ピエール・コフィン監督）※DOLBY ATMOS、Auro 11.1と併存 ※Blu-ray（2D&3D）&UHD Blu-rayに収録
- ブレードランナー 2049（2017年 ドゥニ・ヴィルヌーヴ監督）
- トランスフォーマー/最後の騎士王（2017年 マイケル・ベイ監督）
- ジャスティス・リーグ（2017年 ザック・スナイダー監督）
- スター・ウォーズ/最後のジェダイ（2017年 ライアン・ジョンソン監督）
- ジュマンジ/ウェルカム・トゥ・ジャングル（2017年 ジェイク・カスダン監督）
- レディ・プレイヤー1（2018年 スティーヴン・スピルバーグ監督）
- マンマ・ミーア! ヒア・ウィー・ゴー（2018年 オル・パーカー監督）
- ジュラシック・ワールド/炎の王国（2018年 J・A・バヨナ監督）※Blu-ray（2D&3D）&UHD Blu-rayに収録
- オーシャンズ8（2018年 ゲイリー・ロス監督）※DOLBY ATMOS、Auro 11.1と併存
- パシフィック・リム: アップライジング（2018年 スティーヴン・S・デナイト監督）
- ゴジラ キング・オブ・モンスターズ（2019年 マイケル・ドハティ監督）
- ゾンビランド:ダブルタップ（2019年 ルーベン・フライシャー監督）※UHD Blu-rayに収録
- チャーリーズ・エンジェル（2019年 エリザベス・バンクス監督）※UHD Blu-rayに収録
- ジュマンジ/ネクスト・レベル（2019年 ジェイク・カスダン監督）※UHD Blu-rayに収録
- バッドボーイズ フォー・ライフ（2020年 アディル・エル・アルビ&ビラル・ファラー監督）※UHD Blu-rayに収録

邦画
- イノセンス（2004年 押井守監督）※UHD Blu-rayに収録
- TOO YOUNG TO DIE! 若くして死ぬ（2016年 宮藤官九郎監督）※Blu-rayに収録
- メアリと魔女の花（2017年 米林宏昌監督）※UHD Blu-rayに収録
- ガールズ＆パンツァー最終章第1話（2017年 水島努監督）※邦画初DTS:X採用作品

洋画インターネット配信
邦画インターネット配信